# Mûrs-Erigné
Mûrs-Erigné é uma comuna francesa na região administrativa da Pays de la Loire, no departamento de Maine-et-Loire. Estende-se por uma área de 17,29 km². Em 2010 a comuna tinha 5 743 habitantes (densidade: 332,2 hab./km²).